# Babez for Breakfast
Babez for Breakfast es el quinto álbum de estudio de la banda de hard rock finlandés Lordi, publicado el 10 de septiembre de 2010. Como es tradicional para la banda, sus trajes se renovaron nuevamente para el lanzamiento de este álbum.
El primer sencillo, This is Heavy Metal, fue lanzado digitalmente el 9 de agosto de 2010, y físicamente una semana más tarde, el 16 de agosto de 2010. Sólo había un estimado de 200 copias físicas del mismo y, generando que sea visto como un elemento de colección para los fanes.
La banda posteriormente lanzó una edición limitada del álbum, titulada "The Breakfast Box", que incluirá mercancía de bonificación.

## Lista de canciones
| Edición Estándar |                                    |                                          |          |  |
| N.º              | Título                             | Escritor(es)                             | Duración |  |
| 1.               | «SCG5: It's a Boy!»                | Mr. Lordi                                | 1:21     |  |
| 2.               | «Babez for Breakfast»              | Mr. Lordi, Tracy Lipp                    | 3:30     |  |
| 3.               | «This Is Heavy Metal»              | Mr. Lordi, Lipp                          | 3:01     |  |
| 4.               | «Rock Police»                      | Mr. Lordi, Lipp, P.K. Hell               | 3:58     |  |
| 5.               | «Discoevil»                        | Mr. Lordi, Lipp                          | 3:49     |  |
| 6.               | «Call Off the Wedding»             | Mr. Lordi, Bruce Kulick, Jeremy Rubolino | 3:31     |  |
| 7.               | «I Am Bigger Than You»             | Mr. Lordi, Lipp                          | 3:04     |  |
| 8.               | «ZombieRawkMachine»                | Mr. Lordi, Amen                          | 3:42     |  |
| 9.               | «Midnite Lover»                    | Mr. Lordi, Amen, Lipp                    | 3:21     |  |
| 10.              | «Give Your Life for Rock and Roll» | Mr. Lordi, Lipp, Ox, Cosimo Binetti      | 3:54     |  |
| 11.              | «Nonstop Nite»                     | Mr. Lordi, Amen, Lipp, Hell              | 3:56     |  |
| 12.              | «Amen's Lament to Ra»              | Amen                                     | 0:32     |  |
| 13.              | «Loud and Loaded»                  | Mr. Lordi, Lipp                          | 3:15     |  |
| 14.              | «Granny's Gone Crazy»              | Mr. Lordi, Ox                            | 3:56     |  |
| 15.              | «Devil's Lullaby»                  | Mr. Lordi, Lipp                          | 3:43     |  |
| 48:33            |                                    |                                          |          |  |

Bonus Tracks

| Versión especial iTunes |                   |          |  |
| N.º                     | Título            | Duración |  |
| 16.                     | «Lord Have Mercy» | 3:18     |  |

| Versión japonesa |                     |          |  |
| N.º              | Título              | Duración |  |
| 16.              | «Lord Have Mercy»   | 3:18     |  |
| 17.              | «Studs 'n' Leather» | 3:58     |  |

## Grabación
La grabación del álbum comenzó el 16 de febrero de 2010 en los estudios WireWorld, ubicados en Nashville, Estados Unidos. En ese lugar, se grabaron 44 demos de canciones, de los cuales salieron las 15 que componen el álbum.
La grabación tuvo lugar con el productor Michael Wagener, que es uno de los productores más respetados en el mundo, produciendo álbumes para Ozzy Osbourne, Alice Cooper y Janet Jackson, mezclando el Master of Puppets de Metallica, por nombrar sólo algunos.

## Sencillos
1. "This Is Heavy Metal" - 9 de agosto de 2010
2. "Rock Police" - 2010

## Cambio de trajes
El nuevo disco además traía como novedad un cambio en los trajes y máscaras de los componentes de la banda. Mr. Lordi los describió de la siguiente manera:

"Las nuevas máscaras son más terroríficas que las anteriores. Además tienen más colorido. Tienen algo viejo, un montón de nuevas cosas prestadas e incluso azul. Amen ha vuelto del traje de Deadache al de Get Heavy. Lady Awa ha sido objeto de una cirugía estética de moda, que la ha hecho parecer más joven. Kita es una retrospectiva de sí mismo y OX se ha animalizado aún más. Y he traído conmigo las serpientes."

## Estrellas invitadas

### Bruce Kulick y Jeremy Rubolino
En septiembre de 2009, Lordi pasó cinco días en Hollywood, California, coescribiendo nuevas canciones para el álbum con el exguitarrista de Kiss, Bruce Kulick, y con Jeremy Rubolino. Esta sesión dio lugar a una canción, "Call Off The Wedding". Mr. Lordi denominó a la canción como una balada, "pero distinta de todo lo anterior de Lordi, ya que, por ejemplo, cuenta con guitarras limpias".

### Mark Slaughter
Mark Slaughter, cantante de la banda Slaughter, también hizo una aparición en el álbum, para desempeñar el papel del "padre" en "Granny's Gone Crazy".

## Créditos
- Mr. Lordi - Vocalista
- Amen - Guitarrista
- Kita - Batería, coros y arreglos
- OX - Bajista
- Awa - Teclista

## Rendimiento
| Año  | Conteo             | Semana | Posición |
| ---- | ------------------ | ------ | -------- |
| 2010 | Austria (Top 75)   | 37     | 71       |
| 2010 | Francia (Top 150)  | 37     | 113      |
| 2010 | Finlandia (Top 50) | 38     | 9        |
| 2010 | Finlandia (Top 50) | 39     | 35       |